# Blepharis attenuata
Blepharis attenuata är en akantusväxtart som beskrevs av Diana Margaret Napper. Blepharis attenuata ingår i släktet Blepharis och familjen akantusväxter. Inga underarter finns listade i Catalogue of Life.

## Bildgalleri

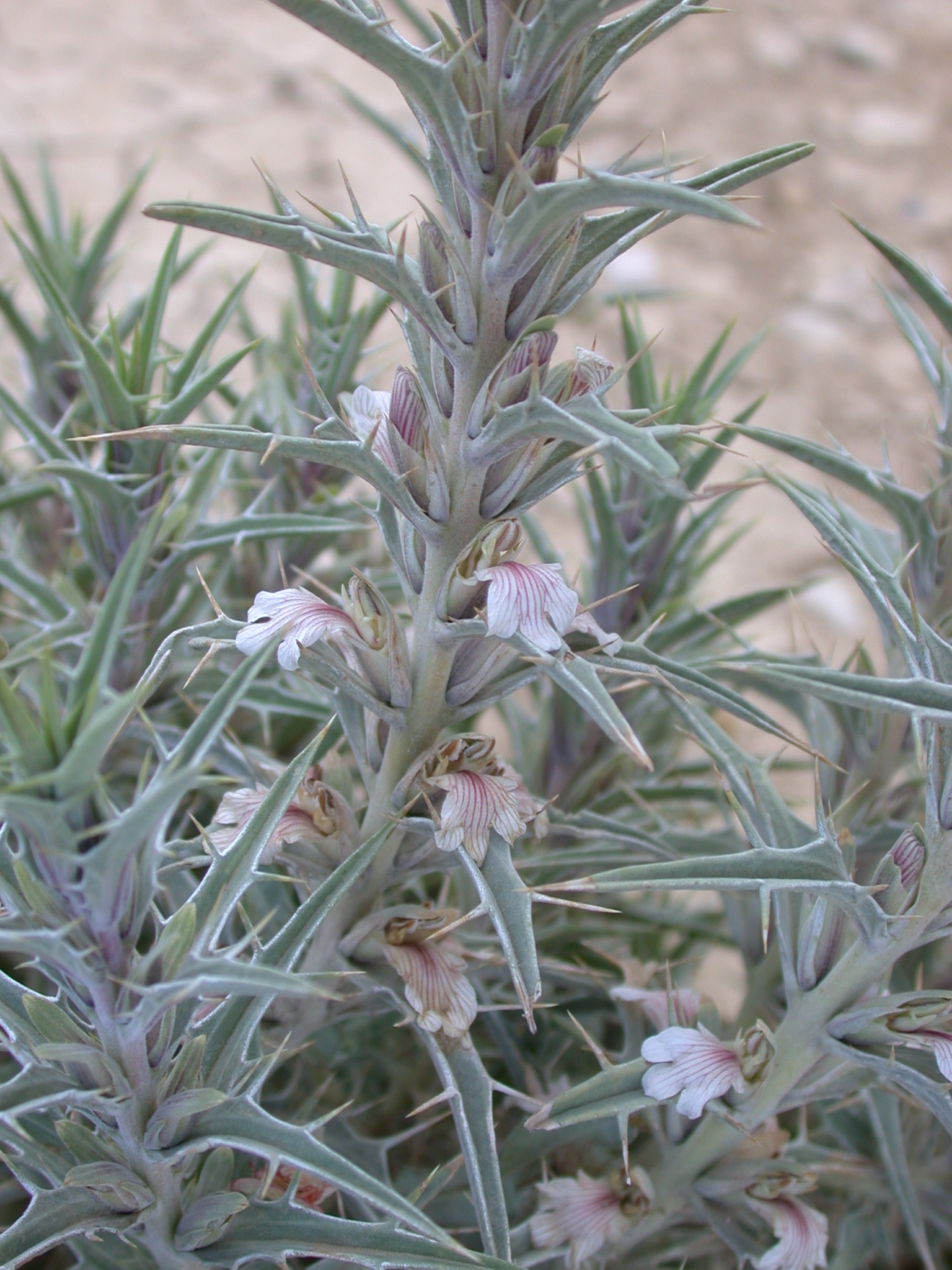